# Dänische Badmintonmeisterschaft 2015
Die Dänische Badmintonmeisterschaft 2015 fand vom 5. bis zum 8. Februar 2015 in Frederiksberg statt.

## Sieger und Platzierte
| Disziplin    | Gold                                    | Silber                                      | Bronze                                 |
| ------------ | --------------------------------------- | ------------------------------------------- | -------------------------------------- |
| Herreneinzel | Jan Ø. Jørgensen                        | Hans-Kristian Vittinghus                    | Kim Bruun                              |
| Herreneinzel | Jan Ø. Jørgensen                        | Hans-Kristian Vittinghus                    | Christian Lind Thomsen                 |
| Dameneinzel  | Line Kjærsfeldt                         | Mette Poulsen                               | Sandra-Maria Jensen                    |
| Dameneinzel  | Line Kjærsfeldt                         | Mette Poulsen                               | Sofie Holmboe Dahl                     |
| Herrendoppel | Mathias Boe Carsten Mogensen            | Mads Conrad-Petersen Mads Pieler Kolding    | Mathias Christiansen David Daugaard    |
| Herrendoppel | Mathias Boe Carsten Mogensen            | Mads Conrad-Petersen Mads Pieler Kolding    | Anders Skaarup Rasmussen Kim Astrup    |
| Damendoppel  | Kamilla Rytter Juhl Christinna Pedersen | Maiken Fruergaard Sara Thygesen             | Julie Finne-Ipsen Rikke S. Hansen      |
| Damendoppel  | Kamilla Rytter Juhl Christinna Pedersen | Maiken Fruergaard Sara Thygesen             | Lena Grebak Maria Helsbøl              |
| Mixed        | Mads Pieler Kolding Kamilla Rytter Juhl | Joachim Fischer Nielsen Christinna Pedersen | Mathias Christiansen Lena Grebak       |
| Mixed        | Mads Pieler Kolding Kamilla Rytter Juhl | Joachim Fischer Nielsen Christinna Pedersen | Anders Skaarup Rasmussen Sara Thygesen |